# اردوگاه عسکر
اردوگاه عسکر (عربی: مخيم عسكر) یکی از اردوگاه‌های پناهندگان فلسطینی در کرانه غربی می‌باشد.

## موقعیت
این اردوگاه در داخل مرزهای شهرداری «نابلس» واقع شده‌است که ۵ کیلومتر از شمال شرقی از مرکز شهر «نابلس» فاصله دارد و در جاده موازی به وادی «البادان و غور الاردن» قرار دارد.
این اردوگاه از شمال به محله «المساکن الشعبیه» و از شرق به روستای «عزموط» و از غرب به کوه عسکر و روستای «عسکر البلد» و از جنوب ساختمان وزارت کشاورزی و دانشگاه «الشیخ زاید» منتهی می‌شود.
اردوگاه عسکر در سال ۱۹۵۰ با مساحتی بالغ بر ۲۰۹ هزارمترمربع تأسیس شد که در محدوده شهرداری نابلس می‌باشد.
زمین این اردوگاه را دولت اردن به دلیل این که کرانه غربی از نظر اداری و قانونی خاک کشور اردن محسوب می‌شد اجاره کرد.
سال ۱۹۶۵ جمعیت این اردوگاه رو به افزایش یافت و این منجر به گسترش ۹۰ هزار مترمربع زمین این اردوگاه شد؛ در این اردوگاه هیچ تأسیسات خدماتی وابسته به آژانس کمکهای بین‌المللی و استخدام پناهندگان وجود ندارد.
این اردوگاه در برگیرنده ۱۷۰۰۰ پناهنده ثبت نام شده توسط «الاونروا» است که از جمله ۱۱۰۰۰ پناهنده در اردوگاه «عسکر قدیم» و ۶۰۰۰ نفر در «عسکر جدید» سکنی دارند. اکثریت ساکنان این کمپ به روستاهای تابعه «اللد وحیفا ویافا» تردد دارند.

## مشکلات اصلی
- فشردگی بیش از حد جمعیت
- بیکاری؛ نسبت بیکاری در اردوگاه ۲۸ درصد می‌باشد
- شکاف بین مدیریت اردوگاه توسط دولت خودگردان فلسطین و اداره مشترک فلسطینیها و اسراییل
- فشردگی مدارس